# Symphonie no 29 de Mozart
Pour les articles homonymes, voir Symphonie no 29.
 (novembre 2009).
Si vous disposez d'ouvrages ou d'articles de référence ou si vous connaissez des sites web de qualité traitant du thème abordé ici, merci de compléter l'article en donnant les références utiles à sa vérifiabilité et en les liant à la section « Notes et références ».
La Symphonie no 29 en la majeur, KV 201/186a est l’une des dernières symphonies dites « Salzbourgeoises » (c’est-à-dire celles composées en « série » à Salzbourg) par Wolfgang Amadeus Mozart. Elle a été terminée le 6 avril 1774.
La symphonie est composée alors que le compositeur venait d'avoir dix-huit ans. L'œuvre se détache du style galant des autres symphonies de cette époque : nos  24, 26, 27 et 28.

## Instrumentation
| Instrumentation de la symphonie no 29                                |
| Cordes                                                               |
| premiers violons, seconds violons, altos, violoncelles, contrebasses |
| Bois                                                                 |
| 2 hautbois                                                           |
| Cuivres                                                              |
| 2 cors en la                                                         |

## Structure
Œuvre gaie, parfait contraste de la Symphonie no 25 en sol mineur, KV 183, la symphonie, de coupe classique, comprend les quatre mouvements habituels :
1. Allegro moderato, en la majeur, à , 206 mesures, 2 sections répétées deux fois (mesures 1 à 76, mesures 77 à 184)
2. Andante, en ré majeur, à 
, 109 mesures, 2 sections répétées deux fois (mesures 1 à 38, mesures 39 à 97)
3. Menuetto et Trio, en la majeur (Trio en mi majeur), à 
, 32+22 mesures
4. Allegro con spirito, en la majeur, à 
, 187 mesures

Durée : environ 21 minutes

Malgré ses tendances à la joie caractéristiques de la tonalité la majeur, la Symphonie no 29 repousse, comme la sol mineur, les limites de la musique de cour qui régissait les symphonies salzbourgeoises. L’Allegro moderato initial en est un parfait exemple, l’Andante, qui dépasse la dimension fine et élégante pour s’approcher du lyrisme, plus encore ; quant au finale éclatant de joie, il est incomparable avec les autres productions mozartiennes en termes de symphonies de cette époque.

Introduction de l'Allegro moderato:
La lecture audio n'est pas prise en charge dans votre navigateur. Vous pouvez télécharger le fichier audio.
Mesure 13 : entrée en imitation des violons et des violoncelles
La lecture audio n'est pas prise en charge dans votre navigateur. Vous pouvez télécharger le fichier audio.
Introduction de l'Andante:
La lecture audio n'est pas prise en charge dans votre navigateur. Vous pouvez télécharger le fichier audio.
Première reprise du Menuetto:
La lecture audio n'est pas prise en charge dans votre navigateur. Vous pouvez télécharger le fichier audio.
Première reprise du Trio:
La lecture audio n'est pas prise en charge dans votre navigateur. Vous pouvez télécharger le fichier audio.
Introduction de l'Allegro con spirito:
La lecture audio n'est pas prise en charge dans votre navigateur. Vous pouvez télécharger le fichier audio.